# Claude Dornier
Claude Honoré Desiré Dornier (14. května 1884, Kempten – 5. prosince 1969, Zug, Švýcarsko) byl německý letecký konstruktér, zakladatel firmy Dornier Flugzeugwerke.

## Život

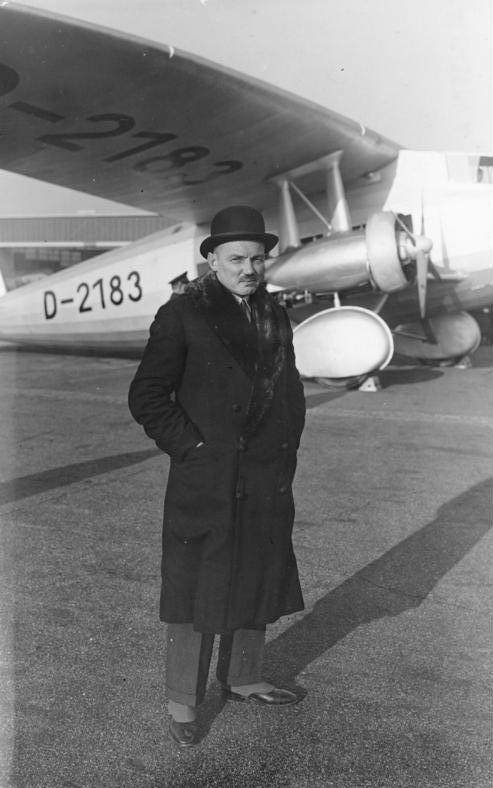
Claude Dornier v roce 1931 před DO K 3

Narodil se v rodině Francouze dovážejícího do Německa víno a jeho německé ženy v Bavorsku. Zde také vyrůstal a získal základní vzdělání. Dornier se od mládí zajímal o vědu a techniku, v roce 1907 úspěšně ukončil studium na Technické univerzitě v Mnichově.
Mladý inženýr se nejprve zabýval výpočty pevnosti materiálů u strojařské firmy Nagel v Karlsruhe. 2. listopadu 1910 nastoupil šestadvacetiletý Dornier do firmy Luftschiffbau Zeppelin ve Friedrichshafenu u Bodamského jezera, kde jeho schopnosti záhy rozpoznal sám Ferdinand von Zeppelin. Dorniera ustanovil svým poradcem, a nadaný konstruktér začal s vlastním výzkumem a návrhy vylepšení dílů z lehkých slitin a později i s návrhy letadel a hydroplánů.
V roce 1914 Dornier opustil se skupinkou konstruktérů a kresličů z oddělení „Do“ továrnu hraběte Zeppelina a v friedrichshafenské části Seemoos postavil vlastní prostornou dřevěnou halu a konstrukční kancelář. Krátce po úplném osamostatnění od Zeppelinova koncernu hrabě Zeppelin ve věku 79 let zemřel. Po válce se kvůli zákazu stavby letadel pramenícího z podmínek smlouvy z Versailles přesunul do Itálie a od roku 1921 zde také začal s výrobou. V Itálii vznikl slavný hydroplán Wal.
Mezi lety 1922 až 1930 firma vyráběla hydroplány, jako např. obří Dornier Do X. Po převzetí moci nacisty se firma mimo výroby civilních strojů pro společnost Lufthansa zabývala vývojem a výrobou letounů pro Luftwaffe a tak zde vznikl úspěšný bombardér Do 17, následník Do 217 a během druhé světové války společnost pracovala na velmi rychlém stíhači Do 335, ten se však svého nasazení nedočkal.
Po druhé světové válce se Dornier přesunul do Zugu ve Švýcarsku a ve Španělsku vyráběl letoun STOL Do 25 a Do 27. V roce 1956 byla výroba v Mnichově-Neuaubingu a Oberpfaffenhofenu opět obnovena. Firma Dornier v sedmdesátých letech společně francouzskou firmou Dassault-Breguet vyvíjela a vyráběla letoun Alpha Jet, který se později stal standardním cvičným letounem NATO.
V roce 1934 získal Claude Dornier čestné občanství města Friedrichshafenu a v roce 1961 byl oceněn Medailí Rudolfa Diesela.